# Norbert Tauer
Norbert Tauer (6. června 1898 Plzeň – 28. ledna 1983 Praha) byl český diplomat, spisovatel a publicista s německými kořeny, propagátor baskického jazyka a kultury. Svou celoživotní práci zasvětil baskické kultuře, Baskům a Baskicku. Je bratrem českého překladatele a orientalisty Felixe Tauera a překladatelky a sochařky Marie Tauerové. Jeho život a život jeho rodiny je také značně spjat s Chodskem, kde v Klenčí pod Čerchovem také často pobýval. Za svou neúnavnou celoživotní práci v oblasti filologie a historie Baskicka byl odměněn čestným členstvím v baskické jazykové akademii Euskaltzaindia. Rovněž působil v prestižní Společnosti Baskických studií (Eusko Ikaskuntza).

## Život

### Diplomatická a spisovatelská činnost
Po studiích v Praze pobýval  letech 1919–1939 v Madridu jako diplomat. Baskicko poprvé navštívil roku 1918, ve svých dvaceti letech. Záhy začal se studiem baskického jazyka a kultury.
Roku 1928 publikoval svůj první baskicky psaný článek. O Baskicku poté často publikoval také doma v Československu. Jeho články se objevovaly mj. v časopise Národní obzor. Během svých návštěv Československa se zde seznámil s Františkou Hosnedlovou, se kterou se roku 1932 oženil. Pak spolu žili v Madridu, kde Tauer kromě diplomatické činnosti také pilně pracoval na svých dílech o Baskicku, které často navštěvoval a sbíral zde poznatky.
Jeho činnost byla zaražena až občanskou válkou, když frankisté v letech 1936–1937 Baskicko obsadili. Tauer se pak nakrátko usadil v Madridu, kde věrně plnil své (válkou značně zkomplikované) diplomatické povinnosti, a to až do začátku roku 1939, kdy z něj spolu se svou ženou uprchl těsně před jeho obsazením generálem Francem.

### Po válce
V poúnorovém Československu příliš nesympatizoval se státní politikou a byl zaměstnán na poště. Žil na Vinohradech. Stále udržoval aktivní korespondenci se svými baskickými kolegy v exilu - jen v roce 1957 napsal 380 dopisů, ty byly spolu s některými jeho dalšími baskickými spisy a básněmi roku 1962 v zahraničí vydány pod názvem Bere idazkiak („Jeho spisy“). Roku 1965 se mu podařilo publikovat své dílo Baskičtina a její dnešní situace (Euskara eta euskararen oraingo egoera).
V kruzích baskické inteligence byl velmi vážený, po pádu Frankova režimu ve Španělsku mu bylo uděleno čestné členství v Euskaltzaindii, baskické jazykové akademii. Když roku 1983 v Praze zemřel, jeho pohřbu na Olšanských hřbitovech se zúčastnila i speciální baskická delegace.

## Rodina a vztahy
Jeho matka byla německého původu. Rodina Tauerových pocházela z Chodska. K Chodsku měl Norbert Tauer specifický vztah (stejně jako jeho sestra Marie Tauerová). V Chodském Klenčí pod Čerchovem Norbert k stáru občas pobýval, když už nemohl navštěvovat své milované Baskicko. V klenečském Muzeu JŠ Baara je dokonce část expozice věnována sourozencům Tauerovým. Stejně jako oba jeho sourozenci byl i on žákem profesora Rudolfa Růžičky. Norbert Tauer za sebou nezanechal žádné potomstvo, jeho manželství s Františkou roz. Hosnedlovou bylo bezdětné.

## Dílo (výběr)
- Baskové, 1936 – autorova prvotina
- Bere idazkiak, 1962 – sbírka jeho spisů
- Baskičtina a její dnešní situace, 1965 – pojednání o proměně situace baskické kultury a postavení jazyka